# Lake City (Minnesota)
Lake City város az Amerikai Egyesült Államok Minnesota államában, Goodhue és Wabasha megyében. Lakosainak száma 5252 fő (2020. április 1.).

## Népesség
A település népességének változása:

| 2010 | 747   |
| 2020 | 5 252 |